# Vishnióvaya (Sochi)
Vishnióvaya (del ruso: Вишнёвая) es un microdistrito perteneciente al distrito Central de la unidad municipal de la ciudad-balneario de Sochi del krai de Krasnodar del sur de Rusia. Tiene alrededor de 10 000 habitantes.
Está situado en la zona nororiental del distrito, sobre una colina, cuyas vertientes dan al valle del río Sochi, al oeste y al valle del río Bzugú. Su arteria principal es la calle Vishnióvaya.

## Historia
En época soviética era conocido como Oktiabrski.

## Lugares de interés
- Iglesia del Icono de la Madre de Dios.
- Ermita de los santos Nicolás II, Alejandro, Alekséi, Anastasia, María, Olga y Tatiana.